# دارکوب گوادلوپ
دارکوب گوادلوپ (نام علمی: Melanerpes herminieri) نام یک گونه از سرده سیاه‌خزنده‌ها است.